# Hans Bühler
Hans Ulrich Eduard Bühler (Winterthur, 12 aprile 1893 – Berg am Irchel, 1º giugno 1967) è stato un cavaliere svizzero.

## Palmarès

### Olimpiadi
- Argento a Parigi 1924 nel salto ostacoli a squadre.